# Filippine

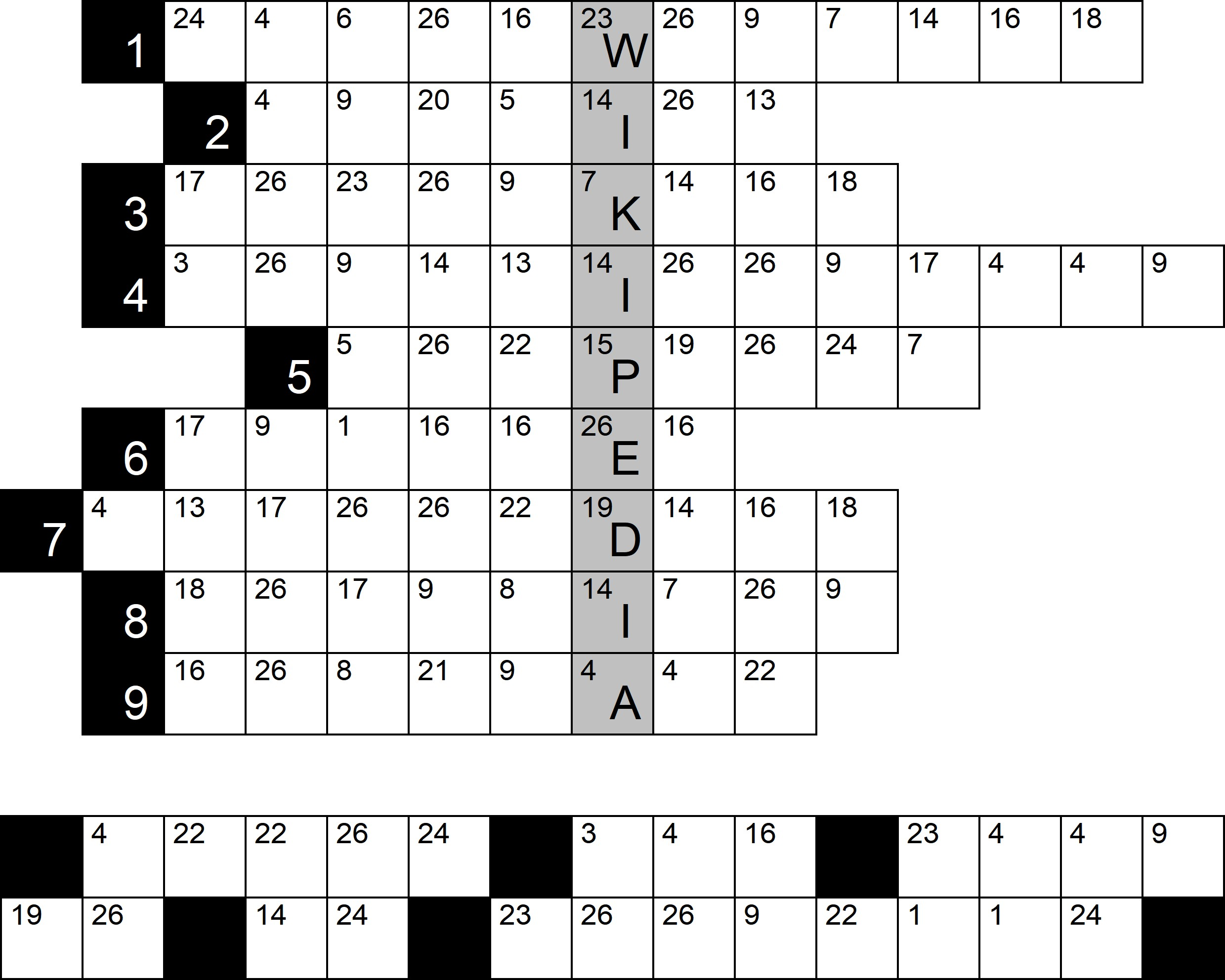
Van deze filippinepuzzel met als thema 'Wikipedia' wordt een oplossingszin gevraagd:
1 coöperatie - 2 dossier - 3 wijziging -
4 controleerbaar - 5 serviceplek - 6 vindplaats -
7 illustratie - 8 consument - 9 onpartijdig

Een filippine of filippinepuzzel is een bepaald soort woordpuzzel. 
In een filippinepuzzel is het de bedoeling woorden in te vullen aan de hand van gegeven, al dan niet cryptische, omschrijvingen. Anders dan kruiswoordpuzzels en cryptogrammen zijn er geen kruisende oplossingswoorden. In een filippine zijn sommige vakjes voorzien van een getal; daarbij geldt de regel dat in vakjes met hetzelfde getal dezelfde letter komt te staan. Zo verkrijgt men door een woord in te vullen meteen een aantal letters voor andere woorden in de puzzel. Deze kunnen dan alvast worden ingevuld. Bij filippines op de computer verschijnen ze dan zelfs automatisch op de plekken met hetzelfde nummer. Vaak zijn de woorden zodanig onder elkaar gerangschikt dat er bij juiste invulling in een welbepaalde omrande kolom van boven naar beneden de oplossing verschijnt die bestaat uit een ander woord of uitdrukking. Zo een filippine is in feite een eenvoudig mesostichon in puzzelvorm. 
De puzzel kan uiteraard andersom geschikt zijn, waarbij de in te vullen woorden verticaal naast elkaar staan en de oplossing in een horizontale rij verschijnt. 
In een variant staan de letters van de gezochte oplossing niet onder elkaar maar wordt deze gevormd door de letters in de genummerde vakjes. Deze letters dienen dan bij hetzelfde nummer in een balkje onder de puzzel te worden ingevuld waarin dan de oplossing verschijnt. Dit is dan vaak een citaat, spreekwoord of gezegde.
Het woord voorafgaand aan filippine geeft het type filippine aan. Naast varianten als crypto-filippine en quiz-filippine bestaan bijvoorbeeld ook varianten als aanvul-, synoniem-, anagram- en varia-filippine.

## Oorspronkelijke betekenis
Een filippine is een amandel met twee pitten, en het was een spel dat wie bij het eten zo'n amandel vond, die deelde met een buur onder de stilzwijgende afspraak dat ze elkaar bij de eerstvolgende ontmoeting met de groet "bonjour filippine" zouden aanspreken. Wie dat als eerste deed, was de winnaar en kon van de ander een klein geschenk verwachten. De afspraak kon ook zijn dat de twee elkaar zouden schrijven op een bepaalde datum. De afspraak zelf wordt ook filippine genoemd.
Het woord filippine of filippien zou via het Franse philippine afkomstig zijn van het Duitse Philippchen, een verbastering van Viel-Liebchen. Franz Grillparzer schreef hierover het gedicht Die Viel-Liebchen (Philippchen) der Doppel-Mandel.
De eerste filippinepuzzel verscheen op 31 maart 1934 in de Sunday Times en werd bedacht door de Amerikaanse Elizabeth Kingsley.
Aanvulpuzzel
· anagrampuzzel
· citaatpuzzel
· cryptogram
· doorloper
· droedel
· filippine
· hartbrekerpuzzel
· kruiswoordpuzzel
· paardensprong
· paspuzzel
· pentagrampuzzel
· petpuzzel
· rebus
· scrabble
· slashpuzzel
· spiraalpuzzel
· taartpuzzel
· weefpuzzel
· woordritsen
· woordladder
· woordvlechten
· woordworm
· woordzoeker
· wordfeud
· wordle
· wurdian
· Zweedse puzzel